# Байндерсгайм
Байндерсгайм (нім. Beindersheim) — громада в Німеччині, розташована в землі Рейнланд-Пфальц. Входить до складу району Рейн-Пфальц. Складова частина об'єднання громад Ламбсгайм-Гесгайм.
Площа — 6 км2. Населення становить 3332 ос. (станом на 31 грудня 2020).

## Галерея

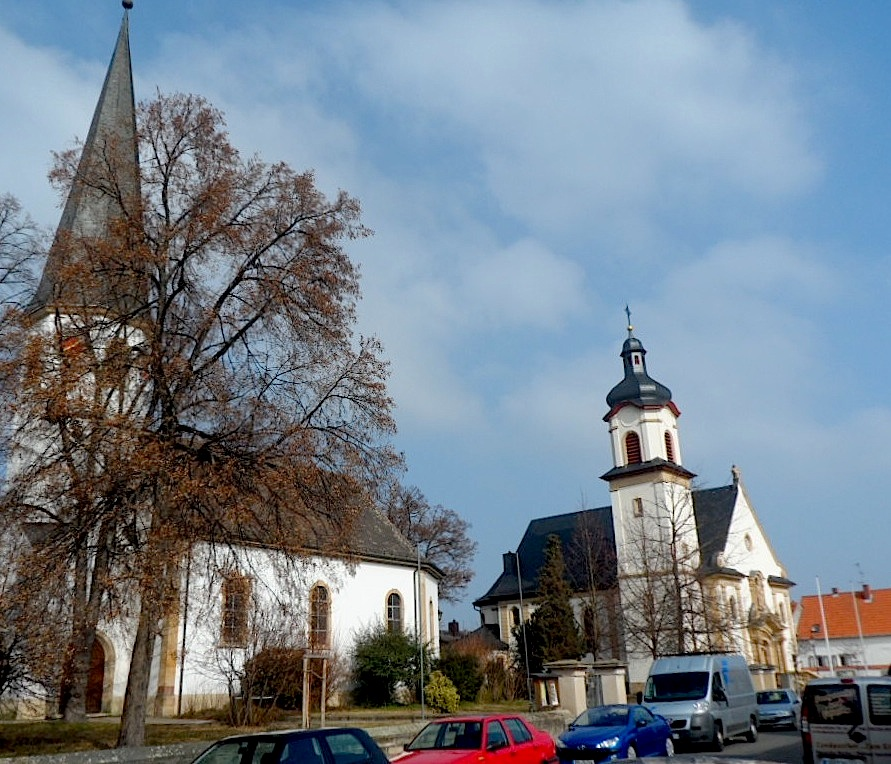
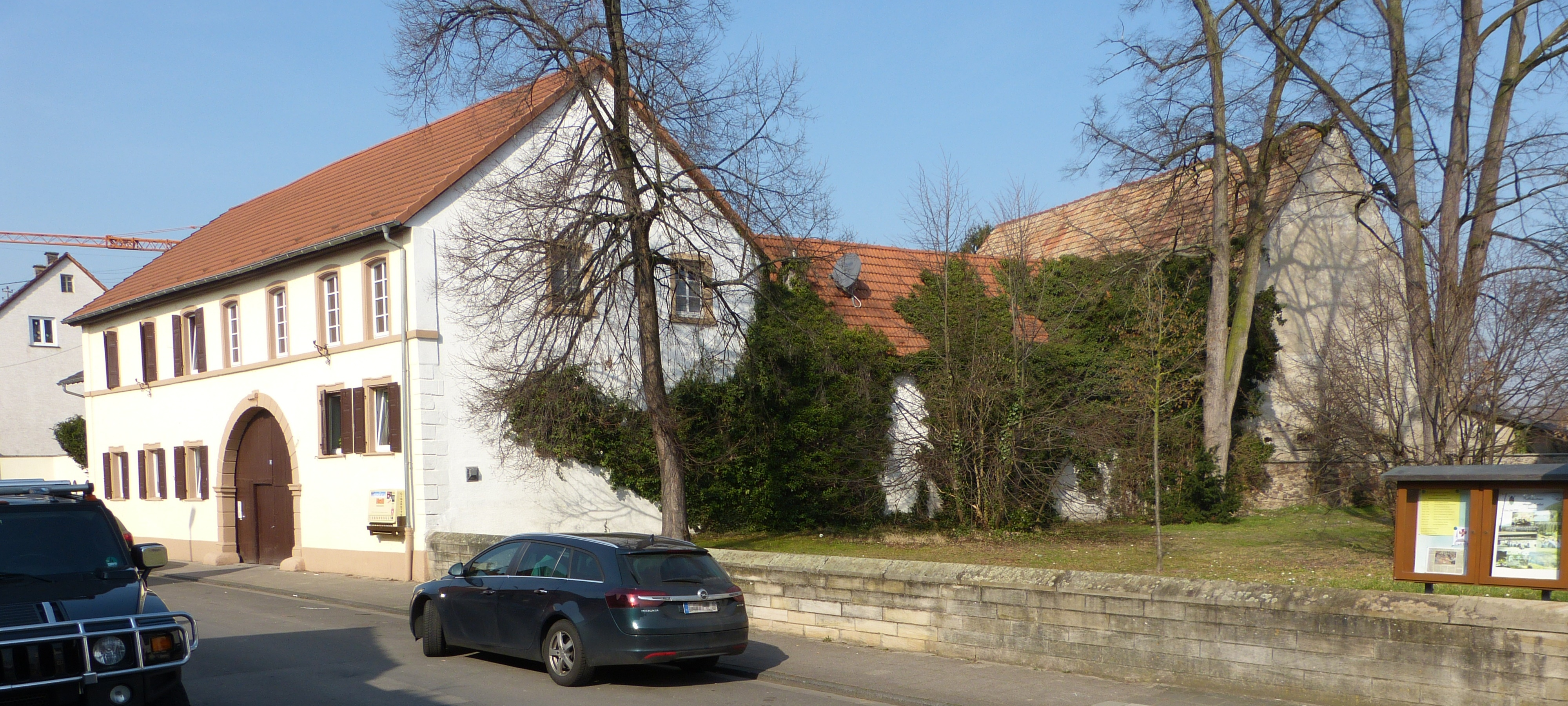